# Litopenaeus schmitti
Litopenaeus schmitti är en kräftdjursart som först beskrevs av Martin D. Burkenroad 1936.  Litopenaeus schmitti ingår i släktet Litopenaeus och familjen Penaeidae. Inga underarter finns listade i Catalogue of Life.